# Доня Глина
45°10′ пн. ш. 15°36′ сх. д. / 45.16° пн. ш. 15.60° сх. д.
Доня Глина (хорв. Donja Glina) — населений пункт у Хорватії, у Карловацькій жупанії у складі міста Слунь.

## Населення
Населення за даними перепису 2011 року становило 28 осіб.
Динаміка чисельності населення поселення: